# S Ori 71
S Ori 71 ist ein L0-Zwerg im Sternbild Orion. Er wurde 2002 von David Barrado y Navascués et al. entdeckt.